# Anisopoda
Anisopoda, monotipski biljni rod trajnica iz porodice štitarki, smješten u tribus Heteromorpheae. Jedina vrsta je A. bupleuroides, vrlo slabo poznati madagaskarski endem srodan rodu Tana.
Rod je opisan u Journal of the Linnean Society, Botany 25: 318. 1890.